# Saint-Pierre-d'Irube
Saint-Pierre-d'Irube è un comune francese di 4 523 abitanti situato nel dipartimento dei Pirenei Atlantici nella regione della Nuova Aquitania.

## Società

### Evoluzione demografica
Abitanti censiti